# Most Dworcowy w Szczecinie
Most Dworcowy – zwodzony most drogowy na Odrze Zachodniej w Szczecinie, zniszczony w 1945 roku.

## Historia
Most, początkowo drewniany, został zbudowany w latach 1853–1854 (otwarcie 1 listopada 1854) w pobliżu nowo powstałego kolejowego dworca głównego i łączył Nowe Miasto z Kępą Parnicką. 
W latach 1898–1900 na miejscu drewnianej konstrukcji powstał nowy most, stalowo-kamienny. Jedna z jego podpór umieszczona była na niewielkiej wyspie Przymoście. Most Dworcowy posiadał zwodzone przęsło o rozpiętości 18 m umożliwiające ruch statków na Odrze. Most przyłączony był do górnej jezdni obok dworca kolejowego, a pod mostem przebiegała dolna jezdnia równoległa do Odry.
Wysadzony przez wycofujące się wojska niemieckie w 1945, nie został odbudowany. Zachowały się resztki konstrukcji na Kępie Parnickiej oraz kamienne ślady głowicy mostu na ścianie oporowej na wprost wejścia do budynku dworca. 

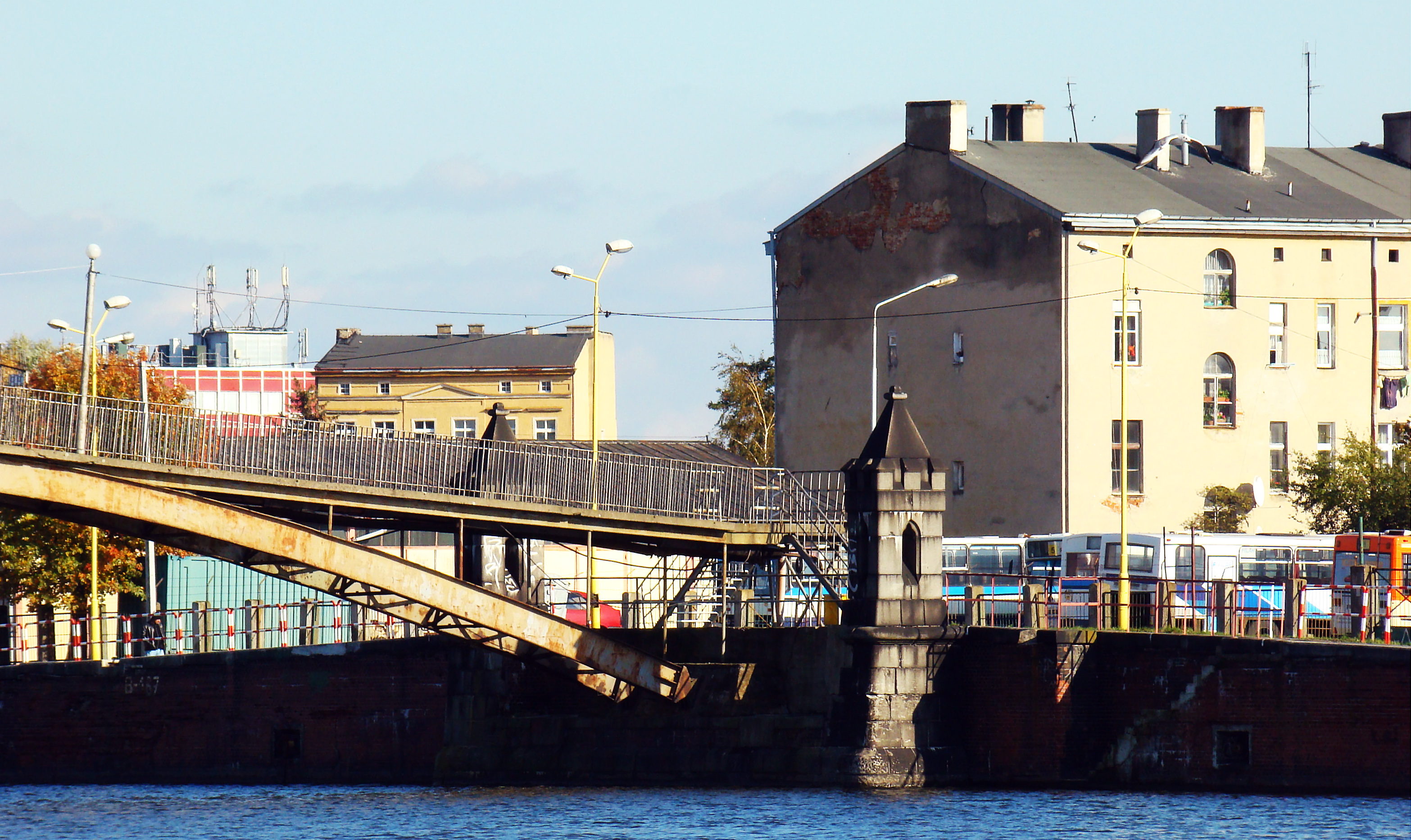
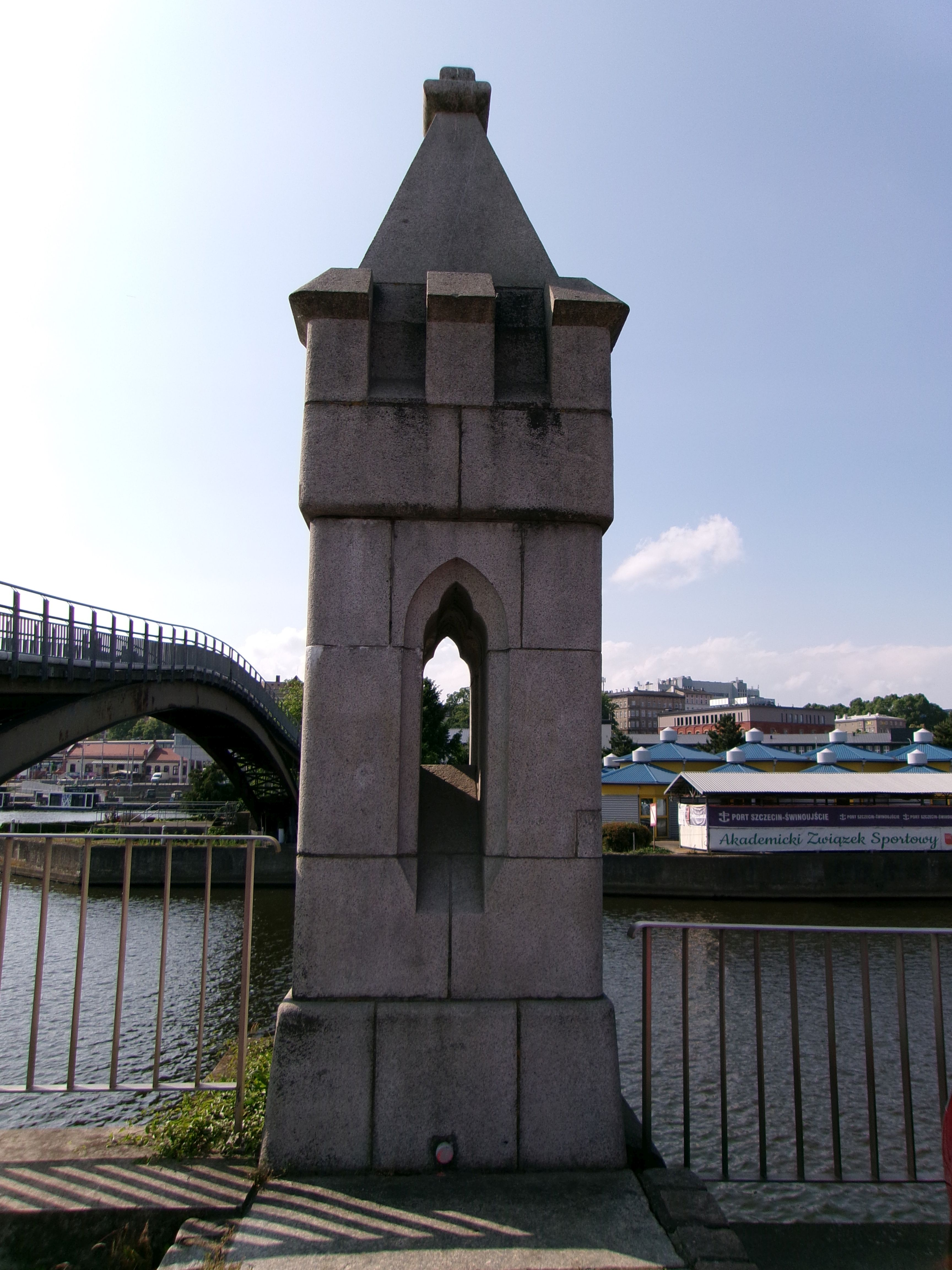
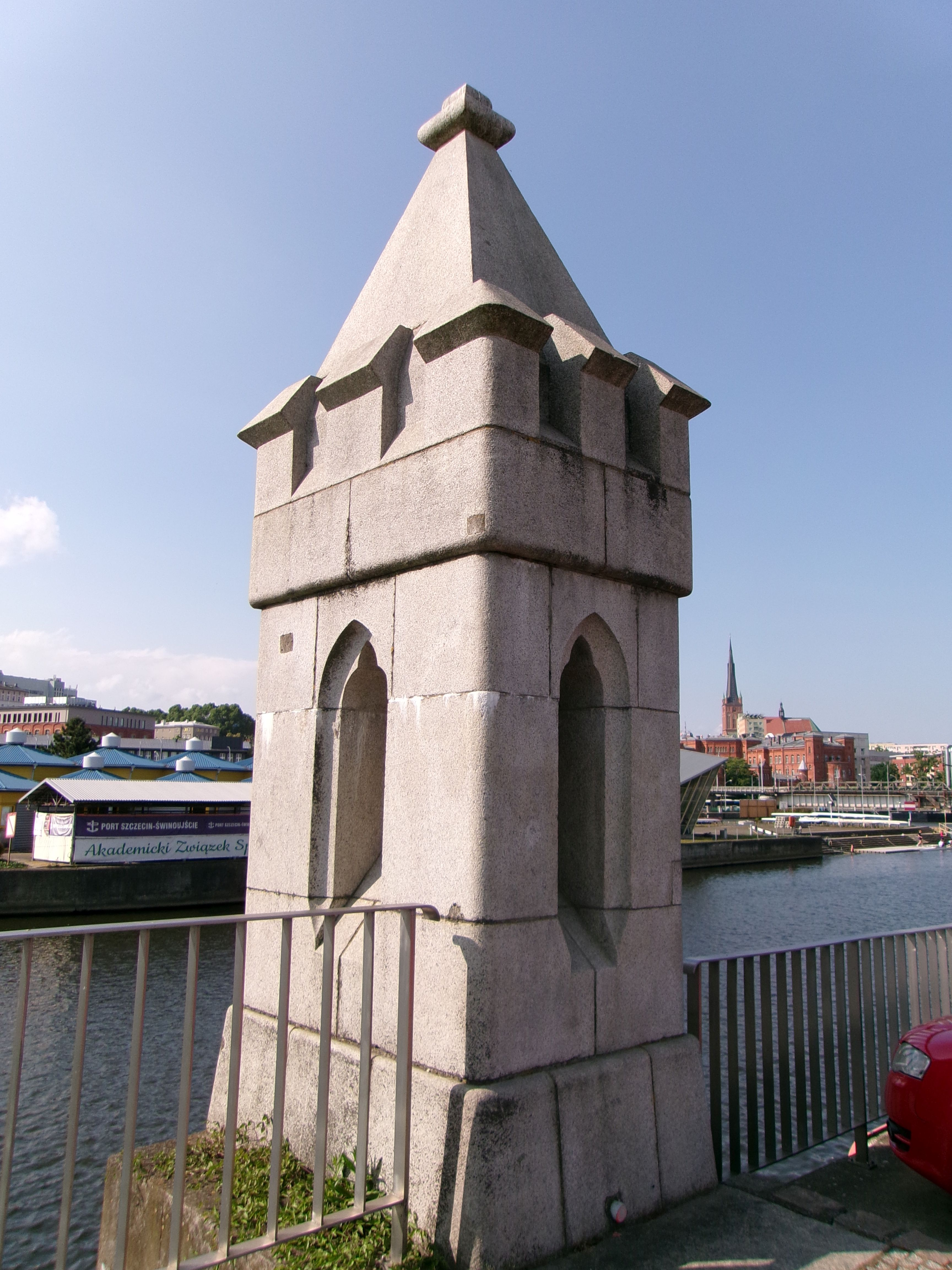

Wyspa Przymoście została połączona z Kępą Parnicką kładką dla pieszych przebiegającą w linii dawnego mostu.